# Râul Cărbunarea
Râul Cărbunarea este un afluent al râului Poarta. 

## Hărți
- Harta județului Brașov